# Bebeto
Bebeto, pseudonimo di José Roberto Gama de Oliveira (Salvador, 16 febbraio 1964), è un politico ed ex calciatore brasiliano, di ruolo attaccante. Con la nazionale brasiliana si è laureato campione del mondo nel 1994.
Considerato come uno dei più forti attaccanti brasiliani degli anni 1980 e 1990, ricopre la 100ª posizione nella speciale classifica dei migliori calciatori del XX secolo pubblicata dalla rivista World Soccer. Nel 1989 è stato inoltre premiato come calciatore sudamericano dell'anno.

## Biografia
Suo figlio Mattheus Oliveira è anche lui un calciatore, di ruolo centrocampista.

## Caratteristiche tecniche
Giocatore dotato di grandi doti realizzative, fisicamente brevilineo e poco potente, era in possesso di rapidità e capacità di smarcarsi negli spazi stretti, che gli permise di segnare un gran numero di reti. All'inizio della sua carriera, nelle giovanili, era impiegato come trequartista ed era simile, nello stile di gioco, a Zico: in seguito fu spostato nel ruolo di centravanti, in cui giocò per il resto della carriera.
Era dotato di affinati mezzi tecnici, ed era anche molto veloce, viste la corporatura esile e la statura nella norma. In seguito al suo trasferimento in Europa migliorò dal punto di vista della continuità delle prestazioni e nella determinazione in campo. I suoi principali limiti erano la fragilità fisica e alcune debolezze caratteriali.

## Carriera

### Giocatore

#### Club
Bebeto iniziò la carriera nel settore giovanile del Vitória, formazione della natìa Salvador, con cui debuttò negli ultimi mesi del 1982: il 22 settembre segnò la sua prima rete in carriera, contro il Botafogo-BA, per il Campionato Baiano di quell'anno. Nel 1983 divenne professionista, entrando nella prima squadra del club a tutti gli effetti: fu ceduto poi al Flamengo, squadra di Rio de Janeiro. Fece il suo esordio con la nuova maglia il 23 marzo 1983 contro il Tiradentes; contro il Goytacaz, il 10 luglio, realizzò la sua prima rete. Il giocatore concluse la sua prima stagione al Flamengo con 2 presenze nel campionato nazionale e 3, con un gol, nel campionato statale, il Campionato Carioca. Nel 1984 giocò 11 gare in àmbito nazionale, segnando 5 gol; nel torneo Carioca realizzò 5 segnature, cui se ne aggiunsero altre 4 in Coppa Libertadores.
Nel 1985 giocò 22 partite in massima serie brasiliana, con 9 reti; vinse inoltre il titolo statale. Nel 1987 vinse la Copa União, durante la quale segnò 6 reti in 14 presenze; nel 1988 migliorò ulteriormente la propria media, con 9 gol in 14 incontri, e con 17 segnature fu capocannoniere del Campionato Carioca. Anche nel 1989 divenne il massimo realizzatore stagionale nel Carioca (18 gol), ma prima dell'inizio del campionato nazionale passò al Vasco da Gama, rivale cittadino del Flamengo. Con il nuovo club vinse subito il campionato di Série A, rendendosi uno dei principali fautori del titolo con 6 gol in 12 partite. Dopo un periodo di calo dovuto a un infortunio, Bebeto fu il miglior giocatore del Vasco nella stagione 1992, con 18 reti in 25 incontri. Le sue prestazioni gli valsero il trasferimento in Europa.
Bebeto fu quindi acquistato da una formazione spagnola, il Deportivo La Coruña. Esordì nella Primera División 1992-1993, e per tutto il torneo fu l'attaccante titolare del club, insieme a Claudio: in 37 partite segnò 29 reti in campionato, miglior realizzatore della sua squadra e di tutto il campionato. In seguito al terzo posto ottenuto in campionato, il Deportivo si qualificò per la Coppa UEFA 1993-1994: fu il debutto per Bebeto in una competizione internazionale europea. In UEFA Bebeto segnò 3 gol in 4 partite, mentre in campionato realizzò 16 gol in 34 presenze. Nel 1994-1995 ottenne il suo primo titolo europeo, la Coppa del Re, cui fece seguito la Supercoppa di Spagna 1995. Nel 1996 l'attaccante brasiliano lasciò La Coruña per trasferirsi al Flamengo, con cui segnò 15 gol nel Campeonato Brasileiro Série A 1996; terminata la competizione, passò al Siviglia: con tale squadra ebbe però poco spazio, e giocò 5 incontri in Primera División 1996-1997; al termine della stagione il club retrocesse.
Bebeto decise pertanto di fare ritorno più stabilmente in Brasile, e firmò per il Vitória, in una trattativa che vide la partecipazione di un istituto di credito, il Banco Excel, che in cambio della cessione di Bebeto al club portò al Corinthians, altra squadra da esso sponsorizzata, diversi giocatori. Al club di Salvador l'attaccante brasiliano formò la coppia d'attacco con Agnaldo, e segnò 5 gol nel Campionato Baiano, vinto, e 7 reti in 8 partite nel campionato nazionale brasiliano. Concluso il 1997 con il Vitória, nel 1998 Bebeto passò al Botafogo, tornando quindi nello Stato di Rio de Janeiro: con i bianco-neri segnò 9 gol in 17 presenze nel Campeonato Brasileiro Série A 1998. Nel 1999 Bebeto scelse nuovamente di trasferirsi all'estero, e firmò per i messicani del Toros Neza: nel campionato messicano 1998-1999 scese in campo per 8 volte, segnando 2 reti. Nel 2000 giocò per il Kashima Antlers, formazione giapponese, riuscendo a realizzare un gol in 8 partite. Concluse poi l'anno solare al Vitória. Nel 2001 tornò al Vasco da Gama, ma fu scarsamente impiegato: nel 2002 accettò l'offerta dei sauditi dell'Al-Ittihad, con cui disputò le ultime 5 partite della sua carriera, con 1 gol. Si ritirò nello stesso 2002.

#### Nazionale

Bebeto (al centro) in azione con il Brasile, nella morsa degli avversari costaricani, durante la fase a gironi del.

Con la Nazionale Under-20 del Brasile Bebeto partecipò al campionato del mondo Under-20 1983, disputando 5 partite (tra cui la finale contro l'Argentina under 20) e segnando un gol nella vittoria per 4-2 contro la Cecoslovacchia, e vinse il titolo. 
Esordì con la nazionale brasiliana il 28 aprile 1985 contro il Perù. Nel corso dell'anno 1985 giocò una serie di amichevoli, per un totale di 6 presenze, senza gol segnati. Tornò in Nazionale nel 1987, e partecipò al Torneo Pre-Olimpico CONMEBOL 1987: in 7 partite segnò un gol, contro il Paraguay il 18 aprile, e vinse il torneo. Nel 1988 fu convocato per il torneo calcistico dei Giochi olimpici di Seul 1988: debuttò il 18 settembre contro la Nigeria, segnando una rete. Fu poi impiegato per tutto il torneo, giocando anche la finale persa per 2-1 contro l'Unione Sovietica; nel corso della competizione segnò un'altra rete, contro la Jugoslavia.
Dopo l'esperienza con la selezione olimpica tornò, nel 1989, a disputare un incontro tra Nazionali "A": il 15 marzo contro l'Ecuador, nell'ambito di un'amichevole di preparazione alla Coppa America. Convocato per la Coppa America 1989, Bebeto esordì nella competizione il 1º luglio contro il Venezuela, e al secondo minuto della gara segnò la rete dell'1-0 (il Brasile vinse poi per 3-1). Formando la coppia d'attacco con Romário, Bebeto fu titolare per tutto il torneo: il 9 luglio, contro il Paraguay, segnò una doppietta, decisiva per il 2-0 finale. Nella fase finale realizzò altre 3 reti: una contro l'Argentina (12 luglio) e due contro il Paraguay (14 luglio): conclusa la competizione il Brasile vinse la Coppa, e Bebeto fu il miglior marcatore della competizione con 6 gol. Queste prestazioni in Nazionale, unitamente a quanto fatto con le squadre di club, gli valsero l'elezione quale Calciatore sudamericano dell'anno per il 1989.
Nel 1990 giocò due amichevoli pre-Mondiali (contro l'Inghilterra il 28 marzo e contro la Germania Est il 13 maggio), ma fu limitato da un infortunio e, di fatto, giocò un solo incontro al campionato del mondo 1990, quello del 16 giugno a Torino contro la Costa Rica. Nel 1991 disputò cinque amichevoli contro Argentina, Romania, Galles, Jugoslavia e Cecoslovacchia. Nel 1992 segnò 7 gol in 8 incontri, tra amichevoli e partite del Torneio Amizade. Nel 1993 fece il suo esordio nelle qualificazioni mondiali, giocando quelle per Stati Uniti 1994: in 3 partite realizzò 3 marcature (di cui 2 alla Bolivia il 29 agosto). Venne poi convocato per il Mondiale: fu selezionato quale titolare dell'attacco, e affiancò nuovamente Romário. I due, legati da una buona intesa in campo, si resero decisivi e segnarono 8 reti in 7 partite (5 Romário e 3 Bebeto), e il Brasile vinse la Coppa del Mondo. Bebeto era designato quale 5º rigorista nella finale contro l'Italia, ma il suo tiro non si rese necessario grazie all'errore di Roberto Baggio.
Nel 1995 scese in campo in due amichevoli, contro Slovacchia (2 gol, il 22 febbraio) e Uruguay (11 ottobre). Nel 1996 fu convocato, come fuori quota, per i Giochi di Atlanta 1996: fu il miglior marcatore del torneo, con 6 reti (come Hernán Crespo) e realizzò, peraltro, una tripletta nella finale per il 3º posto con il Portogallo (risultato finale: 5-0). Nel 1997 fu chiamato a partecipare alla Confederations Cup: giocò due partite, contro Australia e Messico. Nel 1998 giocò due amichevoli di preparazione al Mondiale, contro Germania e Andorra, e partecipò, da titolare, alla Coppa del Mondo, segnando 3 reti in 7 partite: la finale del 12 luglio contro la Francia, persa per 3-0, fu anche la sua ultima partita in nazionale.

### Dopo il ritiro
Il 17 dicembre 2009 viene ingaggiato dal suo amico Romário come allenatore della neo-promossa America di Rio de Janeiro. Il 14 febbraio 2010 viene esonerato dopo 8 partite del Campionato Carioca.
Nell'ottobre 2010 si candida e viene eletto deputato regionale alle Elezioni brasiliane.

## Statistiche

### Presenze e reti nei club
Statistiche aggiornate al termine della carriera da calciatore
| Stagione                      | Squadra                       | Campionato                    | Campionato | Campionato | Coppe nazionali | Coppe nazionali | Coppe nazionali | Coppe continentali | Coppe continentali | Coppe continentali | Altre coppe | Altre coppe | Altre coppe | Totale | Totale |
| Stagione                      | Squadra                       | Comp                          | Pres       | Reti       | Comp            | Pres            | Reti            | Comp               | Pres               | Reti               | Comp        | Pres        | Reti        | Pres   | Reti   |
| ----------------------------- | ----------------------------- | ----------------------------- | ---------- | ---------- | --------------- | --------------- | --------------- | ------------------ | ------------------ | ------------------ | ----------- | ----------- | ----------- | ------ | ------ |
| 1982                          | Vitória                       | PD/BA+A                       | 1+0        | 1+0        | -               | -               | -               | -                  | -                  | -                  | -           | -           | -           | 1      | 1      |
| 1983                          | Flamengo                      | A/RJ+A                        | 3+2        | 1+0        | -               | -               | -               | -                  | -                  | -                  | -           | -           | -           | 5      | 1      |
| 1984                          | Flamengo                      | A/RJ+A                        | 24+11      | 5+5        | -               | -               | -               | CL                 | 7                  | 4                  | -           | -           | -           | 42     | 14     |
| 1985                          | Flamengo                      | A/RJ+A                        | 19+22      | 10+9       | -               | -               | -               | -                  | -                  | -                  | -           | -           | -           | 41     | 19     |
| 1986                          | Flamengo                      | A/RJ+A                        | 23+17      | 17+5       | -               | -               | -               | -                  | -                  | -                  | -           | -           | -           | 40     | 22     |
| 1987                          | Flamengo                      | A/RJ+A                        | 15+14      | 1+6        | -               | -               | -               | -                  |                    | -                  | -           | -           | -           | 29     | 7      |
| 1988                          | Flamengo                      | A/RJ+A                        | 25+14      | 17+9       | -               | -               | -               | SS                 | 3                  | 2                  | -           | -           | -           | 42     | 28     |
| Gen. -Lug.1989                | Flamengo                      | A/RJ+A                        | 23+0       | 18+0       | -               | -               | -               | -                  | -                  | -                  | -           | -           | -           | 23     | 18     |
| lug. -dic.1989                | Vasco da Gama                 | A/RJ+A                        | 0+12       | 0+6        | CB              | -               | -               | -                  | -                  | -                  | -           | -           | -           | 12     | 6      |
| 1990                          | Vasco da Gama                 | A/RJ+A                        | 19+8       | 9+1        | CB              | -               | -               | CL                 | 5                  | 1                  | SdB         | -           | -           | 32     | 11     |
| 1991                          | Vasco da Gama                 | A/RJ+A                        | 30+8       | 18+3       | CB              | 2               | 0               | -                  | -                  | -                  | -           | -           | -           | 40     | 21     |
| gen. -lug.1992                | Vasco da Gama                 | A/RJ+A                        | 0+25       | 0+18       | CB              | -               | -               | -                  | -                  | -                  | -           | -           | -           | 25     | 18     |
| 1992-93                       | Deportivo La Coruña           | PD                            | 37         | 29         | CR              | 1               | 0               | -                  | -                  | -                  | -           | -           | -           | 38     | 29     |
| 1993-94                       | Deportivo La Coruña           | PD                            | 34         | 16         | CR              | 1               | 0               | CU                 | 4                  | 3                  | -           | -           | -           | 39     | 19     |
| 1994-95                       | Deportivo La Coruña           | PD                            | 26         | 16         | CR              | 5               | 2               | CU                 | 3                  | 4                  | -           | -           | -           | 34     | 22     |
| 1995-96                       | Deportivo La Coruña           | PD                            | 34         | 25         | CR              | 2               | 0               | CdC                | 5                  | 6                  | SS          | 2           | 1           | 43     | 32     |
| Totale Deportivo de La Coruña | Totale Deportivo de La Coruña | Totale Deportivo de La Coruña | 131        | 86         | -               | 9               | 2               | -                  | 12                 | 13                 | -           | 2           | 1           | 154    | 102    |
| lug. -nov.1996                | Flamengo                      | A/RJ+A                        | 0+15       | 0+7        | CB              | -               | -               | SSu                | 4                  | 0                  | -           | -           | -           | 19     | 7      |
| Totale Flamengo               | Totale Flamengo               | Totale Flamengo               | 132+95     | 69+41      | -               | -               | -               | -                  | 14                 | 6                  | -           | -           | -           | 241    | 116    |
| nov.1996 -gen.1997            | Sevilla                       | PD                            | 5          | 0          | CR              | 1               | 0               | -                  | -                  | -                  | -           | -           | -           | 6      | 0      |
| gen. -dic.1997                | Vitória                       | PD/BA+A                       | 7+8        | 10+8       | CB              | 5               | 0               | -                  | -                  | -                  | CnD         | 4           | 4           | 24     | 22     |
| dic.1997                      | Cruzeiro                      | M1/MG+A                       | -          | -          | CB              | -               | -               | -                  | -                  | -                  | CI          | 1           | 0           | 1      | 0      |
| 1998                          | Botafogo                      | A/RJ+A                        | 7+17       | 4+9        | CB              | -               | -               | -                  | -                  | -                  | RSP         | 9           | 4           | 33     | 17     |
| gen. -lug.1999                | Botafogo                      | A/RJ+A                        | 11+0       | 2+0        | CB              | 7               | 3               | -                  | -                  | -                  | RSP         | 7           | 5           | 25     | 10     |
| Totale Botafogo               | Totale Botafogo               | Totale Botafogo               | 18+17      | 6+9        | -               | 7               | 3               | -                  | -                  | -                  | -           | 16          | 9           | 58     | 27     |
| lug.1999 -feb.2000            | Toros Neza                    | Liga MX                       | 8          | 2          | -               | -               | -               | -                  | -                  | -                  | -           | -           | -           | 8      | 2      |
| feb.2000 -set.2000            | Kashima Antlers               | J1                            | 8          | 1          | -               | -               | -               | -                  | -                  | -                  | -           | -           | -           | 8      | 1      |
| set.2000 -gen.2001            | Vitória                       | PD/BA+A                       | 0+3        | 0+0        | CB              | -               | -               | -                  | -                  | -                  | -           | -           | -           | 3      | 0      |
| gen.2001 -lug.2001            | Vitória                       | PD/BA+A                       | -          | -          | CB              | -               | -               | -                  | -                  | -                  | -           | -           | -           | -      | -      |
| Totale Vitória                | Totale Vitória                | Totale Vitória                | 8+11       | 11+8       | -               | 5               | 0               | -                  | -                  | -                  | -           | 4           | 4           | 28     | 23     |
| lug.2001 -gen.2002            | Vasco da Gama                 | A/RJ+A                        | 0+8        | 0+2        | CB              | -               | -               | -                  | -                  | -                  | -           | -           | -           | 8      | 2      |
| gen. -set.2002                | Vasco da Gama                 | A/RJ+A                        | -          | -          | CB              | -               | -               | -                  | -                  | -                  | -           | -           | -           | -      | -      |
| Totale Vasco da Gama          | Totale Vasco da Gama          | Totale Vasco da Gama          | 49+61      | 27+30      | -               | 2               | 0               | -                  | 5                  | 1                  | -           | -           | -           | 117    | 58     |
| set. -nov.2002                | Ittihād                       | LsP                           | 5          | 1          | -               | -               | -               | -                  | -                  | -                  | -           | -           | -           | 5      | 1      |
| Totale carriera               | Totale carriera               | Totale carriera               | 548        | 291        | -               | 24              | 5               | -                  | 31                 | 20                 | -           | 23          | 14          | 626    | 330    |

### Cronologia presenze e reti in nazionale
| Cronologia completa delle presenze e delle reti in nazionale ― Brasile | Cronologia completa delle presenze e delle reti in nazionale ― Brasile | Cronologia completa delle presenze e delle reti in nazionale ― Brasile | Cronologia completa delle presenze e delle reti in nazionale ― Brasile | Cronologia completa delle presenze e delle reti in nazionale ― Brasile | Cronologia completa delle presenze e delle reti in nazionale ― Brasile | Cronologia completa delle presenze e delle reti in nazionale ― Brasile | Cronologia completa delle presenze e delle reti in nazionale ― Brasile |
| Data                                                                   | Città                                                                  | In casa                                                                | Risultato                                                              | Ospiti                                                                 | Competizione                                                           | Reti                                                                   | Note                                                                   |
| ---------------------------------------------------------------------- | ---------------------------------------------------------------------- | ---------------------------------------------------------------------- | ---------------------------------------------------------------------- | ---------------------------------------------------------------------- | ---------------------------------------------------------------------- | ---------------------------------------------------------------------- | ---------------------------------------------------------------------- |
| 28-4-1985                                                              | Brasilia                                                               | Brasile                                                                | 0 – 1                                                                  | Perù                                                                   | Amichevole                                                             | -                                                                      |                                                                        |
| 2-5-1985                                                               | Recife                                                                 | Brasile                                                                | 2 – 0                                                                  | Uruguay                                                                | Amichevole                                                             | -                                                                      |                                                                        |
| 5-5-1985                                                               | Salvador                                                               | Brasile                                                                | 2 – 1                                                                  | Argentina                                                              | Amichevole                                                             | -                                                                      |                                                                        |
| 15-5-1985                                                              | Bogotà                                                                 | Colombia                                                               | 1 – 0                                                                  | Brasile                                                                | Amichevole                                                             | -                                                                      |                                                                        |
| 21-5-1985                                                              | Santiago del Cile                                                      | Cile                                                                   | 2 – 1                                                                  | Brasile                                                                | Amichevole                                                             | -                                                                      |                                                                        |
| 8-6-1985                                                               | Porto Alegre                                                           | Brasile                                                                | 3 – 1                                                                  | Cile                                                                   | Amichevole                                                             | -                                                                      |                                                                        |
| 15-3-1989                                                              | Cuiabá                                                                 | Brasile                                                                | 1 – 0                                                                  | Ecuador                                                                | Amichevole                                                             | -                                                                      |                                                                        |
| 12-4-1989                                                              | Teresina                                                               | Brasile                                                                | 2 – 0                                                                  | Paraguay                                                               | Amichevole                                                             | -                                                                      |                                                                        |
| 10-5-1989                                                              | Fortaleza                                                              | Brasile                                                                | 4 – 1                                                                  | Perù                                                                   | Amichevole                                                             | 1                                                                      |                                                                        |
| 8-6-1989                                                               | Rio de Janeiro                                                         | Brasile                                                                | 4 – 0                                                                  | Portogallo                                                             | Amichevole                                                             | 1                                                                      |                                                                        |
| 1-7-1989                                                               | Salvador                                                               | Brasile                                                                | 3 – 1                                                                  | Venezuela                                                              | Coppa America 1989 - 1º turno                                          | 1                                                                      |                                                                        |
| 3-7-1989                                                               | Salvador                                                               | Brasile                                                                | 0 – 0                                                                  | Perù                                                                   | Coppa America 1989 - 1º turno                                          | -                                                                      |                                                                        |
| 7-7-1989                                                               | Salvador                                                               | Brasile                                                                | 0 – 0                                                                  | Colombia                                                               | Coppa America 1989 - 1º turno                                          | -                                                                      |                                                                        |
| 9-7-1989                                                               | Recife                                                                 | Brasile                                                                | 2 – 0                                                                  | Paraguay                                                               | Coppa America 1989 - 1º turno                                          | 2                                                                      |                                                                        |
| 12-7-1989                                                              | Rio de Janeiro                                                         | Brasile                                                                | 2 – 0                                                                  | Argentina                                                              | Coppa America 1989 - 2º turno                                          | 1                                                                      |                                                                        |
| 14-7-1989                                                              | Rio de Janeiro                                                         | Brasile                                                                | 3 – 0                                                                  | Paraguay                                                               | Coppa America 1989 - 2º turno                                          | 2                                                                      |                                                                        |
| 16-7-1989                                                              | Rio de Janeiro                                                         | Brasile                                                                | 1 – 0                                                                  | Uruguay                                                                | Coppa America 1989 - 2º turno                                          | -                                                                      |                                                                        |
| 23-7-1989                                                              | Rio de Janeiro                                                         | Brasile                                                                | 1 – 0                                                                  | Giappone                                                               | Amichevole                                                             | -                                                                      |                                                                        |
| 30-7-1989                                                              | Caracas                                                                | Venezuela                                                              | 0 – 4                                                                  | Brasile                                                                | Qual. Mondiali 1990                                                    | 2                                                                      |                                                                        |
| 13-8-1989                                                              | Santiago del Cile                                                      | Cile                                                                   | 1 – 1                                                                  | Brasile                                                                | Qual. Mondiali 1990                                                    | -                                                                      |                                                                        |
| 20-8-1989                                                              | San Paolo                                                              | Brasile                                                                | 6 – 0                                                                  | Venezuela                                                              | Qual. Mondiali 1990                                                    | -                                                                      |                                                                        |
| 3-9-1989                                                               | Rio de Janeiro                                                         | Brasile                                                                | 2 – 0                                                                  | Cile                                                                   | Qual. Mondiali 1990                                                    | 1                                                                      |                                                                        |
| 14-11-1989                                                             | João Pessoa                                                            | Brasile                                                                | 1 – 1                                                                  | Jugoslavia                                                             | Amichevole                                                             | -                                                                      |                                                                        |
| 20-12-1989                                                             | Rotterdam                                                              | Paesi Bassi                                                            | 0 – 1                                                                  | Brasile                                                                | Amichevole                                                             | -                                                                      |                                                                        |
| 28-3-1990                                                              | Londra                                                                 | Inghilterra                                                            | 1 – 0                                                                  | Brasile                                                                | Amichevole                                                             | -                                                                      |                                                                        |
| 13-5-1990                                                              | Rio de Janeiro                                                         | Brasile                                                                | 3 – 3                                                                  | Germania Est                                                           | Amichevole                                                             | -                                                                      |                                                                        |
| 16-6-1990                                                              | Torino                                                                 | Brasile                                                                | 1 – 0                                                                  | Costa Rica                                                             | Mondiali 1990 - 1º turno                                               | -                                                                      |                                                                        |
| 27-3-1991                                                              | Buenos Aires                                                           | Argentina                                                              | 3 – 3                                                                  | Brasile                                                                | Amichevole                                                             | -                                                                      |                                                                        |
| 27-6-1991                                                              | Curitiba                                                               | Brasile                                                                | 1 – 1                                                                  | Argentina                                                              | Amichevole                                                             | -                                                                      |                                                                        |
| 11-9-1991                                                              | Cardiff                                                                | Galles                                                                 | 1 – 0                                                                  | Brasile                                                                | Amichevole                                                             | -                                                                      |                                                                        |
| 30-10-1991                                                             | Varginha                                                               | Brasile                                                                | 3 – 1                                                                  | Jugoslavia                                                             | Amichevole                                                             | -                                                                      |                                                                        |
| 18-12-1991                                                             | Goiânia                                                                | Brasile                                                                | 2 – 1                                                                  | Cecoslovacchia                                                         | Amichevole                                                             | -                                                                      |                                                                        |
| 26-2-1992                                                              | Fortaleza                                                              | Brasile                                                                | 3 – 0                                                                  | Stati Uniti                                                            | Amichevole                                                             | -                                                                      |                                                                        |
| 15-4-1992                                                              | Cuiabá                                                                 | Brasile                                                                | 3 – 1                                                                  | Finlandia                                                              | Amichevole                                                             | 2                                                                      |                                                                        |
| 30-4-1992                                                              | Montevideo                                                             | Uruguay                                                                | 1 – 0                                                                  | Brasile                                                                | Amichevole                                                             | -                                                                      |                                                                        |
| 17-5-1992                                                              | Londra                                                                 | Inghilterra                                                            | 1 – 1                                                                  | Brasile                                                                | Amichevole                                                             | 1                                                                      |                                                                        |
| 31-7-1992                                                              | Los Angeles                                                            | Brasile                                                                | 5 – 0                                                                  | Messico                                                                | Amichevole                                                             | 2                                                                      |                                                                        |
| 2-8-1992                                                               | San Diego                                                              | Stati Uniti                                                            | 0 – 1                                                                  | Brasile                                                                | Amichevole                                                             | 1                                                                      |                                                                        |
| 26-8-1992                                                              | Parigi                                                                 | Francia                                                                | 0 – 2                                                                  | Brasile                                                                | Amichevole                                                             | -                                                                      |                                                                        |
| 16-12-1992                                                             | Porto Alegre                                                           | Brasile                                                                | 3 – 1                                                                  | Germania                                                               | Amichevole                                                             | 1                                                                      |                                                                        |
| 18-2-1993                                                              | Buenos Aires                                                           | Argentina                                                              | 1 – 1                                                                  | Brasile                                                                | Amichevole                                                             | -                                                                      |                                                                        |
| 14-7-1993                                                              | Rio de Janeiro                                                         | Brasile                                                                | 2 – 0                                                                  | Paraguay                                                               | Amichevole                                                             | 1                                                                      |                                                                        |
| 18-7-1993                                                              | Quito                                                                  | Ecuador                                                                | 0 – 0                                                                  | Brasile                                                                | Qual. Mondiali 1994                                                    | -                                                                      |                                                                        |
| 25-7-1993                                                              | La Paz                                                                 | Bolivia                                                                | 2 – 0                                                                  | Brasile                                                                | Qual. Mondiali 1994                                                    | -                                                                      |                                                                        |
| 1-8-1993                                                               | San Cristóbal                                                          | Venezuela                                                              | 1 – 5                                                                  | Brasile                                                                | Qual. Mondiali 1994                                                    | 2                                                                      |                                                                        |
| 15-8-1993                                                              | Montevideo                                                             | Uruguay                                                                | 1 – 1                                                                  | Brasile                                                                | Qual. Mondiali 1994                                                    | 1                                                                      |                                                                        |
| 22-8-1993                                                              | San Paolo                                                              | Brasile                                                                | 2 – 0                                                                  | Ecuador                                                                | Qual. Mondiali 1994                                                    | 1                                                                      |                                                                        |
| 29-8-1993                                                              | Recife                                                                 | Brasile                                                                | 6 – 0                                                                  | Bolivia                                                                | Qual. Mondiali 1994                                                    | 2                                                                      |                                                                        |
| 19-9-1993                                                              | Rio de Janeiro                                                         | Brasile                                                                | 2 – 0                                                                  | Uruguay                                                                | Qual. Mondiali 1994                                                    | -                                                                      |                                                                        |
| 23-3-1994                                                              | Buenos Aires                                                           | Argentina                                                              | 0 – 2                                                                  | Brasile                                                                | Amichevole                                                             | 2                                                                      |                                                                        |
| 5-6-1994                                                               | Edmonton                                                               | Canada                                                                 | 1 – 1                                                                  | Brasile                                                                | Amichevole                                                             | -                                                                      |                                                                        |
| 8-6-1994                                                               | San Diego                                                              | Brasile                                                                | 8 – 2                                                                  | Honduras                                                               | Amichevole                                                             | 2                                                                      |                                                                        |
| 12-6-1994                                                              | Fresno                                                                 | El Salvador                                                            | 0 – 4                                                                  | Brasile                                                                | Amichevole                                                             | 1                                                                      |                                                                        |
| 20-6-1994                                                              | Stanford                                                               | Brasile                                                                | 2 – 0                                                                  | Russia                                                                 | Mondiali 1994 - 1º turno                                               | -                                                                      |                                                                        |
| 24-6-1994                                                              | Stanford                                                               | Brasile                                                                | 3 – 0                                                                  | Camerun                                                                | Mondiali 1994 - 1º turno                                               | 1                                                                      |                                                                        |
| 28-6-1994                                                              | Detroit                                                                | Brasile                                                                | 1 – 1                                                                  | Svezia                                                                 | Mondiali 1994 - 1º turno                                               | -                                                                      |                                                                        |
| 4-7-1994                                                               | Stanford                                                               | Brasile                                                                | 1 – 0                                                                  | Stati Uniti                                                            | Mondiali 1994 - Ottavi di finale                                       | 1                                                                      |                                                                        |
| 9-7-1994                                                               | Dallas                                                                 | Paesi Bassi                                                            | 2 – 3                                                                  | Brasile                                                                | Mondiali 1994 - Quarti di finale                                       | 1                                                                      |                                                                        |
| 13-7-1994                                                              | Pasadena                                                               | Svezia                                                                 | 0 – 1 dts                                                              | Brasile                                                                | Mondiali 1994 - Semifinale                                             | -                                                                      |                                                                        |
| 17-7-1994                                                              | Pasadena                                                               | Brasile                                                                | 0 – 0 dts (3 – 2 dtr)                                                  | Italia                                                                 | Mondiali 1994 - Finale                                                 | -                                                                      |                                                                        |
| 22-2-1995                                                              | Fortaleza                                                              | Brasile                                                                | 5 – 0                                                                  | Slovacchia                                                             | Amichevole                                                             | 2                                                                      |                                                                        |
| 11-10-1995                                                             | Salvador                                                               | Brasile                                                                | 2 – 0                                                                  | Uruguay                                                                | Amichevole                                                             | -                                                                      |                                                                        |
| 24-4-1996                                                              | Johannesburg                                                           | Sudafrica                                                              | 2 – 3                                                                  | Brasile                                                                | Amichevole                                                             | 1                                                                      |                                                                        |
| 6-12-1997                                                              | Johannesburg                                                           | Sudafrica                                                              | 1 – 2                                                                  | Brasile                                                                | Amichevole                                                             | 1                                                                      |                                                                        |
| 14-12-1997                                                             | Riyadh                                                                 | Australia                                                              | 0 – 0                                                                  | Brasile                                                                | Conf. Cup 1997 - 1º turno                                              | -                                                                      |                                                                        |
| 16-12-1997                                                             | Riyadh                                                                 | Brasile                                                                | 3 – 2                                                                  | Messico                                                                | Conf. Cup 1997 - 1º turno                                              | -                                                                      |                                                                        |
| 25-3-1998                                                              | Stoccarda                                                              | Germania                                                               | 1 – 2                                                                  | Brasile                                                                | Amichevole                                                             | -                                                                      |                                                                        |
| 3-6-1998                                                               | Saint-Ouen                                                             | Andorra                                                                | 0 – 3                                                                  | Brasile                                                                | Amichevole                                                             | -                                                                      |                                                                        |
| 10-6-1998                                                              | Saint-Denis                                                            | Brasile                                                                | 2 – 1                                                                  | Scozia                                                                 | Mondiali 1998 - 1º turno                                               | -                                                                      |                                                                        |
| 16-6-1998                                                              | Nantes                                                                 | Brasile                                                                | 3 – 0                                                                  | Marocco                                                                | Mondiali 1998 - 1º turno                                               | 1                                                                      |                                                                        |
| 23-6-1998                                                              | Marsiglia                                                              | Brasile                                                                | 1 – 2                                                                  | Norvegia                                                               | Mondiali 1998 - 1º turno                                               | 1                                                                      |                                                                        |
| 27-6-1998                                                              | Parigi                                                                 | Brasile                                                                | 4 – 1                                                                  | Cile                                                                   | Mondiali 1998 - Ottavi di finale                                       | -                                                                      |                                                                        |
| 3-7-1998                                                               | Nantes                                                                 | Brasile                                                                | 3 – 2                                                                  | Danimarca                                                              | Mondiali 1998 - Quarti di finale                                       | 1                                                                      |                                                                        |
| 7-7-1998                                                               | Marsiglia                                                              | Brasile                                                                | 1 – 1 dts (4 – 2 dtr)                                                  | Paesi Bassi                                                            | Mondiali 1998 - Semifinale                                             | -                                                                      |                                                                        |
| 12-7-1998                                                              | Saint-Denis                                                            | Brasile                                                                | 0 – 3                                                                  | Francia                                                                | Mondiali 1998 - Finale                                                 | -                                                                      |                                                                        |
| Totale                                                                 |                                                                        | Presenze                                                               | 75                                                                     |                                                                        | Reti (6º posto)                                                        | 39                                                                     |                                                                        |

## Palmarès

### Club

#### Competizioni statali
- Campionato Carioca: 1

Flamengo: 1986

#### Competizioni nazionali
- Campionato brasiliano: 1

Vasco da Gama: 1989
- Coppa di Spagna: 1

Deportivo: 1994-1995
- Supercoppa di Spagna: 1

Deportivo: 1995

### Nazionale
- Campionato mondiale Under-20: 1

Messico 1983
- Torneo Pre-Olimpico CONMEBOL: 1

Bolivia 1987
- Argento olimpico: 1

Seul 1988
- Coppa America: 1

Brasile 1989
- Campionato mondiale: 1

Stati Uniti 1994
- Bronzo olimpico: 1

Atlanta 1996
- Confederations Cup: 1

Arabia Saudita 1997

### Individuale
- Equipo Ideal de América: 1

1989
- Capocannoniere del Campionato Carioca: 2

1988 (17 gol), 1989 (18 gol)
- Calciatore sudamericano dell'anno: 1

1989
- Capocannoniere della Copa América: 1

Brasile 1989 (6 gol)
- Capocannoniere del campionato brasiliano: 1

1992 (18 gol)
- Capocannoniere della Liga: 1

1992-1993 (30 gol)
- Capocannoniere della Coppa delle Coppe

1995-1996 (6 gol ex aequo con Carsten Jancker)
- Capocannoniere dei Giochi olimpici: 1

Atlanta 1996 (6 gol ex aequo con Hernán Crespo)
- Capocannoniere del Torneo Rio-San Paolo: 1

1999 (5 gol)